# Hayton (East Riding of Yorkshire)
Hayton – wieś w Anglii, w hrabstwie East Riding of Yorkshire. Leży 33 km na północny zachód od miasta Hull i 270 km na północ od Londynu.